# 9-Aminoacridine
La 9-aminoacridine est l'acridine dans laquelle l'hydrogène en position 9 est remplacé par un groupe amino. C'est un isomère des aminoacridines. Ce composé se présente sous forme d'aiguilles jaunes, solubles dans l'éthanol.

## Utilisations
- Colorant hautement fluorescent.
- Antiseptique topique.
- Utilisation dans les collyres pour le traitement des infections oculaires superficielles (généralement sous forme de chlorhydrate).

Utilisations expérimentales :
- matière matricielle MALDI[3] ;
- indicateur de pH intracellulaire ;
- comme mutagène.